# Prévias do Festival Eurovisão da Canção
A apresentação prévia das canções concorrentes ao Festival Eurovisão da Canção eram programas exibidos pelas várias emissoras públicas concorrentes, incluindo pela RTP, que normalmente se realizavam nas semanas anteriores à edição do certame.
A primeira vez que tais programas foram criados foi em 1971 para a edição que se realizou em Dublin, Irlanda, e têm sido fornecidos pela União Europeia de Radiodifusão (UER) a todos os países participantes desde então. Durante um período, a BBC foi responsável por “recolher” os vídeos de pré-visualização e distribuí-los aos vários países participantes. Isto foi realizado pelo país anfitrião do concurso mais recentemente. Entre 2004 e 2007, as emissoras nórdicas (Islândia, Suécia, Dinamarca, Noruega e Finlândia) co-produziram programas de apresentação prévia das canções para transmissão em toda a sua região. Atualmente, apenas o São Marino e os países nórdicos produzem este tipo de programas, com os nórdicos a incluírem programas de análise das canções, com um painel de jurados, e votação das canções.

## História
A partir de 1971, todos os países participantes no Festival Eurovisão da Canção eram obrigados a enviar um vídeo da sua participação à UER através da emissora anfitriã, para ser distribuído pela rede Eurovisão. De 1971 até o início da década de 1990, era obrigatória a transmissão dos vídeos para todos os participantes. Desde meados da década de 1990, tornou-se opcional. As emissoras enviavam uma apresentação da música, que podia ser a atuação na final nacional, ou um videoclipe, filmado especificamente para esse fim. Em 1971, o vídeo prévio da Bélgica apresentava os cantores Nicole & Hugo que foram forçados a se retirar dias antes da final da Eurovisão devido a doença, sendo substituídos por Jacques Raymond e Lily Castel.
Ocasionalmente, os países dependiam de financiamento do orçamento governamental de turismo para produzir o vídeo, o que levava a ofertas altamente comerciais que destacassem a beleza natural de um determinado país. Muitas vezes, as músicas variavam da versão que seria ouvida no próprio certame; seja por meio de uma mudança no idioma ou por uma variação entre a duração da versão gravada e a versão ao vivo permitida, ou por meio de uma variação na orquestração e no arranjo.

## Regras
As primeiras regras determinavam que os vídeos não poderiam ser transmitidos em menos de dois programas, com no máximo metade das músicas em qualquer programa e as músicas deveriam ser transmitidas na íntegra. Emendas posteriores permitiram que os vídeos fossem transmitidos incompletos, mas isso significava que os vídeos ainda deveriam ter uma duração uniforme. De um modo geral, os países transmitiam os programas em duas partes, sendo as entradas divididas tão uniformemente quanto possível entre os dois programas. Também foi declarado no livro de regras que o nome da emissora de TV de cada país seria exibido na tela para apresentar as músicas, mas muitas emissoras ignoravam isso. Algumas emissoras dariam crédito à estação de TV contribuinte verbalmente, e não na tela.

## Programas em Portugal
Tal como em toda a Europa, a RTP também exibia programas de apresentação prévia das canções até, pelo menos, 1999.
| Ano  | Título do programa                                                      | Dia         | Países                                            | Refs.  |
| ---- | ----------------------------------------------------------------------- | ----------- | ------------------------------------------------- | ------ |
| 1986 | Apresentação Prévia das Canções Concorrentes ao Festival Eurovisão 1986 | 29 de abril |                                                   | [ 11 ] |
| 1989 | Canções Eurovisão                                                       | 24 de abril | Itália, Israel, Irlanda                           | [ 12 ] |
| 1989 | Canções Eurovisão                                                       | 25 de abril | Países Baixos, Turquia, Bélgica                   | [ 12 ] |
| 1989 | Canções Eurovisão                                                       | 26 de abril | Reino Unido, Noruega, Portugal                    | [ 13 ] |
| 1989 | Canções Eurovisão                                                       | 27 de abril | Suécia, Luxemburgo, Dinamarca                     | [ 14 ] |
| 1989 | Canções Eurovisão                                                       | 28 de abril | Áustria, Finlândia, França                        | [ 15 ] |
| 1989 | Canções Eurovisão                                                       | 29 de abril | Espanha, Chipre, Suíça                            | [ 16 ] |
| 1989 | Canções Eurovisão                                                       | 30 de abril | Grécia, Islândia, Alemanha, Iugoslávia            | [ 16 ] |
| 1990 | Canções do Eurofestival                                                 | 23 de abril | Espanha, Grécia, Bélgica e Turquia                | [ 17 ] |
| 1990 | Canções do Eurofestival                                                 | 24 de abril | Países Baixos, Luxemburgo, Reino Unido e Islândia | [ 18 ] |
| 1990 | Canções do Eurofestival                                                 | 25 de abril | Noruega, Israel, Dinamarca, Suíça                 | [ 18 ] |
| 1990 | Canções do Eurofestival                                                 | 26 de abril | Alemanha, França, Iugoslávia, Portugal, Irlanda   | [ 19 ] |
| 1990 | Canções do Eurofestival                                                 | 27 de abril | Suécia, Itália, Áustria, Chipre, Finlândia        | [ 20 ] |
| 1999 | Integrado na Praça da Alegria                                           | 21 de abril | Lituânia                                          | [ 21 ] |
| 1999 | Integrado na Praça da Alegria                                           | 22 de abril | Bélgica                                           | [ 22 ] |
| 1999 | Integrado na Praça da Alegria                                           | 23 de abril | Espanha                                           | [ 23 ] |
| 1999 | Integrado na Praça da Alegria                                           | 26 de abril | Croácia                                           | [ 24 ] |
| 1999 | Integrado na Praça da Alegria                                           | 27 de abril | Reino Unido                                       | [ 25 ] |
| 1999 | Integrado na Praça da Alegria                                           | 28 de abril | Eslovénia                                         | [ 26 ] |
| 1999 | Integrado na Praça da Alegria                                           | 29 de abril | Turquia                                           | [ 27 ] |
| 1999 | Integrado na Praça da Alegria                                           | 30 de abril | Noruega                                           | [ 28 ] |
| 1999 | Integrado na Praça da Alegria                                           | 3 de maio   | Dinamarca                                         | [ 29 ] |
| 1999 | Integrado na Praça da Alegria                                           | 4 de maio   | França                                            | [ 30 ] |
| 1999 | Integrado na Praça da Alegria                                           | 5 de maio   | Países Baixos                                     | [ 31 ] |
| 1999 | Integrado na Praça da Alegria                                           | 6 de maio   | Polónia                                           | [ 32 ] |
| 1999 | Integrado na Praça da Alegria                                           | 7 de maio   | Islândia                                          | [ 33 ] |
| 1999 | Integrado na Praça da Alegria                                           | 10 de maio  | Chipre                                            | [ 34 ] |
| 1999 | Integrado na Praça da Alegria                                           | 11 de maio  | Suécia                                            | [ 35 ] |
| 1999 | Integrado na Praça da Alegria                                           | 12 de maio  | Portugal                                          | [ 36 ] |
| 1999 | Integrado na Praça da Alegria                                           | 13 de maio  | Irlanda                                           | [ 37 ] |
| 1999 | Integrado na Praça da Alegria                                           | 14 de maio  | Áustria                                           | [ 38 ] |
| 1999 | Integrado na Praça da Alegria                                           | 17 de maio  | Israel                                            | [ 39 ] |
| 1999 | Integrado na Praça da Alegria                                           | 18 de maio  | Malta                                             | [ 40 ] |
| 1999 | Integrado na Praça da Alegria                                           | 19 de maio  | Alemanha                                          | [ 41 ] |
| 1999 | Integrado na Praça da Alegria                                           | 20 de maio  | Bósnia e Herzegovina                              | [ 10 ] |
| 1999 | Integrado na Praça da Alegria                                           | 21 de maio  | Estónia                                           | [ 42 ] |